# ブーシェフル州

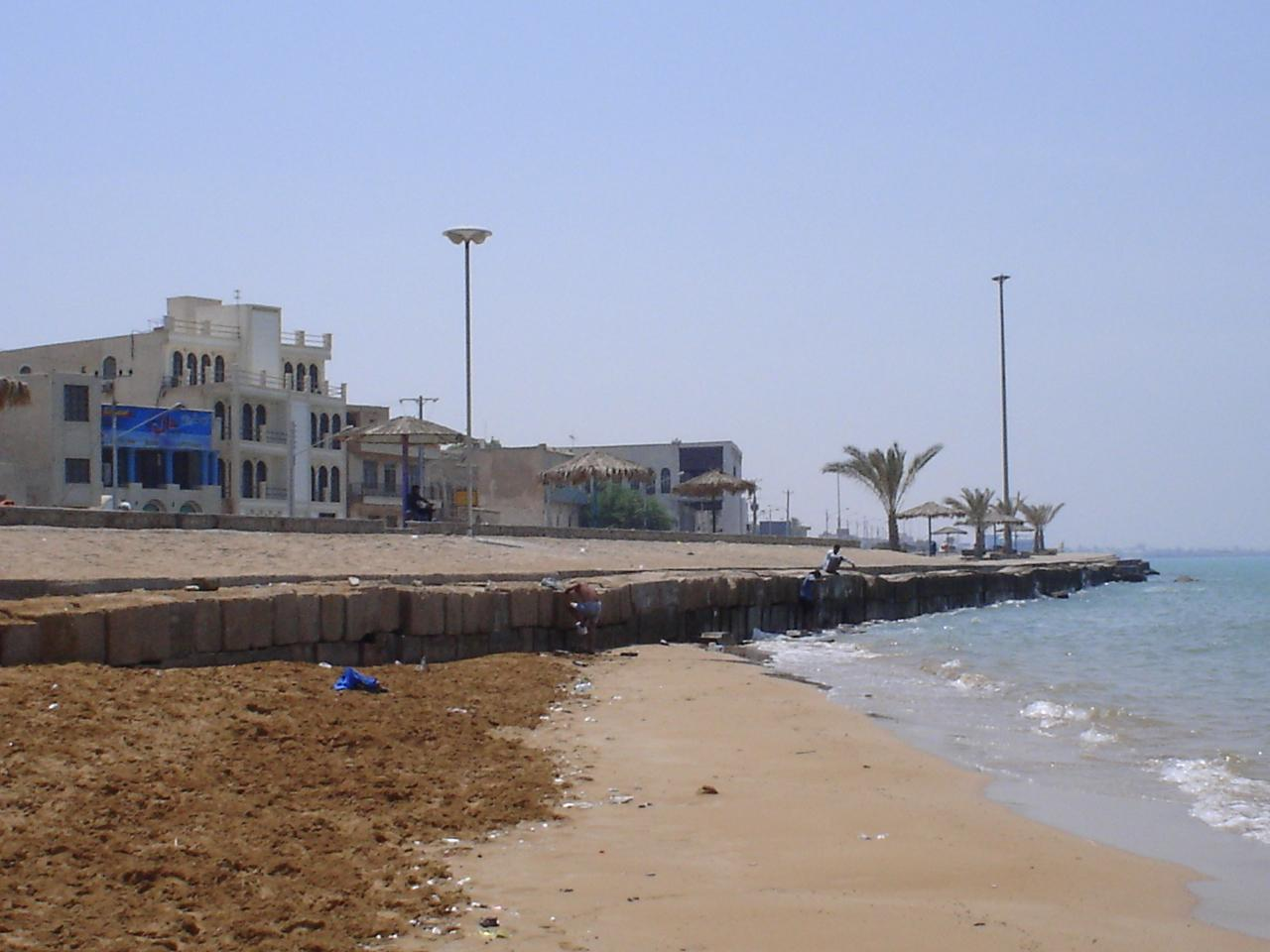
ブーシェフル州のペルシア湾沿岸部。

ブーシェフル州（ブーシェフルしゅう、ペルシア語: استان بوشهر, ラテン文字転写: Ostān-e Būshehr）はイランの州（オスターン）。イラン南部にあってペルシア湾に長い海岸線をもつ。州都はバンダレ・ブーシェフル。管下にブーシェフル、ダシュティー、デイラム、キャンガーン、ゲナーヴェ、タンゲスターンの7郡を擁する。人口は116万3400人（2016年国勢調査）。

## 歴史
ギリシア語史料ではアレクサンドロス3世（大王）の部将ニアルカスの戦いに関連して、メザンブリアとして登場する。1913年フランス発掘隊により、ブーシェフルはさらにエラムの時代にさかのぼることが明らかになった。エラムではリヤンの名で知られ、エラムの神をまつる神殿があった。リヤンはエラム時代にはインド洋交易の窓口であったものと思われる。
メディア、ハカーマニシュ朝（アカイメネス朝）の時代にも定住地が形成され、その一つは「バルダケ・スィヤーフ」城塞と名付けられ、ボラーズジャーンの北12kmに、「キュロスの城塞」が同じく南西にある。ほかに「タール・メル城塞」、「グーレ・ドフタル」など不思議にパサルガダエのキュロス廟のような形をしたものがある。
アルサケス朝、サーサーン朝のもとでもブーシェフルは重要な地であった。アルダシール1世期にはペルシア湾の要港であった記録され、「バフテ・アルダシール」と呼ばれている。のちには「リーヴェ・アルダシール」、「レイ・シャフル」と名を変えて、海からの攻撃に備えて要塞化された。この遺跡は今もブーシェフルの街の10km南に残る。
ブーシェフルの歴史の転換点となったのは7世紀、イスラーム勢力の侵入である。タバリーやバラーズリーら史家は、「リーヴェ・アルダシール」が陥落したのは、イスラーム暦19年から22年、ウスマーン・イブン・アビー・アル＝アースの軍によるものであったという。タバリーはカーディスィーヤの戦いとブーシェフルの陥落の重要性を比較さえしている（الرسل و الملک）。バラーズリーも同様に「レイ・シャフル」陥落後の戦利品がカーディスィーヤの戦い以来例のない量であったとして、ブーシェフル陥落の重要性を論じている。アラブ・イスラーム勢力の侵入以降、この地域は衰退の時代に入った。16世紀のヨーロッパの到来まで、この地域に重要な出来事は起こっていないとされている。
1506年、ポルトガルが侵攻して占拠した。これはサファヴィー朝のアッバース1世による奪回まで続く。1734年までに、ブーシェフルはアフシャール朝のナーディル・シャーのもとで、そのペルシア湾岸での戦略により繁栄を取り戻す。ナーディル・シャーは艦隊の母港としてブーシェフルを整備し、「バンダリ・ナディリーヤ」（ナーディルの港）と名付けた。艦隊建設のためにジョン・エルトンという英国人を雇い、オランダの記録によれば、造船所、艦隊の人員は8,000人から10,000人に達したという。
ナーディル・シャーの死後、オランダがブーシェフルを商業的拠点として良好な関係を保ち、1763年、イギリスがザンド朝のキャリーム・ハーンと条約を結び、オランダに取って代わった。このころまでに、ブーシェフルの街は、ペルシア湾におけるイランの主要港として成長していた。ガージャール朝期にはイギリス、ノルウェー、ロシア、イタリア、フランス、ドイツ、オスマン帝国が外交・交易拠点を設けていた。また毎年、100隻近い英国船がブーシェフルのドックに入っていたと記録されている。
1856年、英国は軍を上陸させた。これをふくめて英国は三度にわたってブーシェフルを占領している。二度目はイラン立憲革命の1906年である。これに対して、暴動が起こり、その鎮圧のため1915年にも軍を進出させている。イラン全土での反英運動により1919年には軍の撤退を余儀なくされ、1952年に最終的に拠点を閉鎖している。
パフラヴィー朝の成立と英国の段階的撤退により、ブーシェフルは再びその繁栄を失うことになった。イラン・イラク戦争では激しい損害を被り、ハールク島などは2834回にわたる爆撃を受けている。

## 今日のブーシェフル州
バンダレ・アッバースに次ぐイラン第二の軍港バンダレ・ブーシェフルの復興以外でも、ブーシェフルは脚光を浴びている。

### ハールク島
イラン・イラク戦争において、イランの主要石油積出港たるフーゼスターン州の諸港は大きな損害をうけ、ハールク島は石油輸出の代替港として選ばれ、その機能を果たした。ただし、ハールク島もイラク軍の空襲を免れなかった。

### ブーシェフル原子力発電所
ブーシェフル軽水炉はシーメンスの設計で、ロシアによって建設されたイラン最初の原子炉である。詳細はブーシェフル原子力発電所およびイランの核開発を参照。

### アサールーイェ工業地帯
州都バンダレ・ブーシェフルの南270kmに位置。現在、7万人にのぼる外国人技術者が働いている。「南パールス・ガス田」に近接し、イラン政府はインフラストラクチャーに数億ドルを投資している。南パールス・ガス田は世界最大の天然ガス田である。アッサールーイェ工業地帯にはAmerican Allied International Corpやハリバートンのようなアメリカ企業も、制裁を迂回して進出するほどの投資案件と考えられている。

## 隣接州
- フーゼスターン州
- コフギールーイェ・ブーイェル＝アフマド州
- ファールス州
- ホルモズガーン州

## 高等教育機関
- ブーシェフル医科大学
- ペルシア湾岸大学
- イスラーム自由大学ブーシェフル
- イスラーム自由大学ハールク
- イラン原子力エネルギー大学

## 景勝・旧跡など
ブーシェフルは独特の観光地となりえる潜在性にもかかわらず、観光投資があまりなされておらず、いまだ十分に観光資源が開発されたとは言い難いが、ブーシェフル市には三つ星ホテル、空港があり、近代的な快適な街である。イラン文化遺産協会には州内から45ヵ所が登録されている。
- ガルエ・ホランディーハー（オランダ人城塞）
- マーバード・ポセイドン（ポセイドン神殿）
- ゴレスターン・バスターニー（古代の墓地）
- エマームザーデ・ミール・モハンマド・ハニーフェ
- アーラムガーフ（墓廟）・ハーッジ・モハンマド・エブラーヒーム・エスファハーニー
- ハールク島の古い教会
- ガヴァーム給水施設
- ガーズィー住宅
- 英国将軍のマグバレ（墓）
- シェイフ・サドゥーン・モスク
- キリスト教会
- ライーエス・アリー・デルヴァーリー家
- マーレク家
- レイ・シャフル遺跡（バンダレ・ブーシェフルの8km南）
- アブドル・モヘイムルン廟
- ダルヤー・ベイグーイー家
- デフダシュティー家